# Llista de fonts de Cornellà del Terri
La Llista de fonts de Cornellà del Terri és un recull de fonts naturals i urbanes de Cornellà del Terri de la Comarca del Pla de l'Estany.
Algunes de les fonts poden tenir un accés complicat, ja que a vegades s'han perdut els camins que hi manaven o bé ningú les manté. Algunes altres estan ubicades dins de propietats privades i cal permís per visitar-les.
La distribució de les fonts dins el municipi és molt dispersa, ja que està format per diversos pobles i veïnats. Les trobem principalment pròximes al Riu Terri i en petites concentracions a la zona de Borgonyà i de Ravós del Terri. Al Molí de Borgonyà se'n poden visitar diverses. Entre d'altres destaquen la Font de Can Ferronic pròxima a la bòbila de l'època Romana situada a Ermedàs. Es creu que servia per proveir-la d'aigua. I la Font de Ca n'Illa que mostra la utilitat dels safareigs i els vivers amb rentadors per no haver de rentar la roba de genolls.

| Nom                            | Protecció | Tipus                                                       | Accés                             | Localització | Codi | Imatge |
| ------------------------------ | --------- | ----------------------------------------------------------- | --------------------------------- | --- | ---- | --- |
| Bassa del Duc                  |           | Bassa                                                       |                                   | Cornellà del Terri Corts. Per sobre de Can Closes 42° 05′ 30″ N, 2° 47′ 08″ E / 42.09167°N,2.78556°E                                    |      | {{ca\|Bassa del Duc (Cornellà del Terri)}} · {{WLE-AD-ES\|{{{codi}}}}} · {{Object location dec\|42.09167\|2.78556\|region:ES-CT_type:landmark_source:cawiki}} · [[Categoria:Natural heritage sites in Spain]]                            |
| Font de la Plaça de l'Església |           | Font urbana                                                 |                                   | Cornellà del Terri Ravós del Terri, plaça Església de Sant Cugat 42° 04′ 16″ N, 2° 50′ 18″ E / 42.07111°N,2.83833°E                     |      | {{ca\|Font de la Plaça de l'Església (Cornellà del Terri)}} · {{WLE-AD-ES\|{{{codi}}}}} · {{Object location dec\|42.07111\|2.83833\|region:ES-CT_type:landmark_source:cawiki}} · [[Categoria:Natural heritage sites in Spain]]           |
| Font de la Plaça de l'Església |           | Font urbana                                                 |                                   | Cornellà del Terri Borgonyà, plaça de l'Església de Sant Joan 42° 06′ 06″ N, 2° 48′ 06″ E / 42.10167°N,2.80167°E                        |      | {{ca\|Font de la Plaça de l'Església (Borgonyà, Cornellà del Terri)}} · {{WLE-AD-ES\|{{{codi}}}}} · {{Object location dec\|42.10167\|2.80167\|region:ES-CT_type:landmark_source:cawiki}} · [[Categoria:Natural heritage sites in Spain]] |
| Font de Can Figa               |           | Font reconvertida en pou                                    |                                   | Cornellà del Terri. Borgonyà, sota Can Figa 42° 06′ 00″ N, 2° 47′ 59″ E / 42.1°N,2.79972°E                                              |      | {{ca\|Font de Can Figa (Cornellà del Terri)}} · {{WLE-AD-ES\|{{{codi}}}}} · {{Object location dec\|42.1\|2.79972\|region:ES-CT_type:landmark_source:cawiki}} · [[Categoria:Natural heritage sites in Spain]]                             |
| Font del Safareig              |           | Surgència natural                                           |                                   | Cornellà del Terri. Borgonyà, davant del Molí de Borgonyà 42° 06′ 03″ N, 2° 47′ 58″ E / 42.10083°N,2.79944°E                            |      | {{ca\|Font del Safareig (Cornellà del Terri)}} · {{WLE-AD-ES\|{{{codi}}}}} · {{Object location dec\|42.10083\|2.79944\|region:ES-CT_type:landmark_source:cawiki}} · [[Categoria:Natural heritage sites in Spain]]                        |
| Font del Molí                  |           | Surgència natural                                           |                                   | Cornellà del Terri Borgonyà, davant del Molí de Borgonyà 42° 06′ 03″ N, 2° 47′ 59″ E / 42.10083°N,2.79972°E                             |      | {{ca\|Font del Molí (Cornellà del Terri)}} · {{WLE-AD-ES\|{{{codi}}}}} · {{Object location dec\|42.10083\|2.79972\|region:ES-CT_type:landmark_source:cawiki}} · [[Categoria:Natural heritage sites in Spain]]                            |
| Font del Molí d'en Lloses      |           | Surgència natural                                           |                                   | Cornellà del Terri Borgonyà, sota el Molí de Borgonyà 42° 06′ 03″ N, 2° 47′ 59″ E / 42.10083°N,2.79972°E                                |      | {{ca\|Font del Molí d'en Lloses(Cornellà del Terri)}} · {{WLE-AD-ES\|{{{codi}}}}} · {{Object location dec\|42.10083\|2.79972\|region:ES-CT_type:landmark_source:cawiki}} · [[Categoria:Natural heritage sites in Spain]]                 |
| Deu del Carrer                 |           | Surgència natural                                           |                                   | Cornellà del Terri Borgonyà, sota el pont de la variant de Banyoles 42° 06′ 03″ N, 2° 47′ 50″ E / 42.10083°N,2.79722°E                  |      | {{ca\|Deu del Carrer (Cornellà del Terri)}} · {{WLE-AD-ES\|{{{codi}}}}} · {{Object location dec\|42.10083\|2.79722\|region:ES-CT_type:landmark_source:cawiki}} · [[Categoria:Natural heritage sites in Spain]]                           |
| Font de Mas Colom              |           | Surgència natural                                           |                                   | Cornellà del Terri Borgonyà, sota Can Figa a tocar el Matamors 42° 06′ 00″ N, 2° 47′ 58″ E / 42.1°N,2.79944°E                           |      | {{ca\|Font de Mas Colom (Cornellà del Terri)}} · {{WLE-AD-ES\|{{{codi}}}}} · {{Object location dec\|42.1\|2.79944\|region:ES-CT_type:landmark_source:cawiki}} · [[Categoria:Natural heritage sites in Spain]]                            |
| Font del Vicari                |           | Surgència natural                                           |                                   | Cornellà del Terri La Banyeta sota el camí de Cal Vicari 42° 03′ 53″ N, 2° 49′ 24″ E / 42.06472°N,2.82333°E                             |      | {{ca\|Font del Vicari (Cornellà del Terri)}} · {{WLE-AD-ES\|{{{codi}}}}} · {{Object location dec\|42.06472\|2.82333\|region:ES-CT_type:landmark_source:cawiki}} · [[Categoria:Natural heritage sites in Spain]]                          |
| Font del Carrer de l'Església  |           | Font urbana                                                 |                                   | Cornellà del Terri Carrer de l'Església 42° 05′ 24″ N, 2° 48′ 57″ E / 42.09°N,2.81583°E                                                 |      | {{ca\|Font del Carrer de l'Església (Cornellà del Terri)}} · {{WLE-AD-ES\|{{{codi}}}}} · {{Object location dec\|42.09\|2.81583\|region:ES-CT_type:landmark_source:cawiki}} · [[Categoria:Natural heritage sites in Spain]]               |
| Font del Pavelló               |           | Font urbana                                                 |                                   | Cornellà del Terri Paret del Pavelló de Cornellà 42° 05′ 20″ N, 2° 49′ 00″ E / 42.08889°N,2.81667°E                                     |      | {{ca\|Font del Pavelló (Cornellà del Terri)}} · {{WLE-AD-ES\|{{{codi}}}}} · {{Object location dec\|42.08889\|2.81667\|region:ES-CT_type:landmark_source:cawiki}} · [[Categoria:Natural heritage sites in Spain]]                         |
| Font d'en Salvany              |           | Surgència natural                                           |                                   | Cornellà del Terri Final carrer Sant Antoni 42° 05′ 21″ N, 2° 49′ 10″ E / 42.08917°N,2.81944°E                                          |      | {{ca\|Font d'en Salvany (Cornellà del Terri)}} · {{WLE-AD-ES\|{{{codi}}}}} · {{Object location dec\|42.08917\|2.81944\|region:ES-CT_type:landmark_source:cawiki}} · [[Categoria:Natural heritage sites in Spain]]                        |
| Font de Borgonyà               |           | Font urbana                                                 |                                   | Cornellà del Terri Borgonyà, pista esportiva 42° 06′ 06″ N, 2° 48′ 03″ E / 42.10167°N,2.80083°E                                         |      | {{ca\|Font de Borgonyà (Cornellà del Terri)}} · {{WLE-AD-ES\|{{{codi}}}}} · {{Object location dec\|42.10167\|2.80083\|region:ES-CT_type:landmark_source:cawiki}} · [[Categoria:Natural heritage sites in Spain]]                         |
| Font de Sant Pere              |           | Reixort, surgència natural                                  |                                   | Cornellà del Terri Riba dreta del rec de les Estrades 42° 05′ 18″ N, 2° 49′ 05″ E / 42.08833°N,2.81806°E                                |      | {{ca\|Font de Sant Pere (Cornellà del Terri)}} · {{WLE-AD-ES\|{{{codi}}}}} · {{Object location dec\|42.08833\|2.81806\|region:ES-CT_type:landmark_source:cawiki}} · [[Categoria:Natural heritage sites in Spain]]                        |
| Font del Cementiri             |           | Font urbaba                                                 |                                   | Cornellà del Terri Prop del cementiri de Cornellà del Terri 42° 05′ 37″ N, 2° 49′ 04″ E / 42.09361°N,2.81778°E                          |      | {{ca\|Font del Cementiri (Cornellà del Terri)}} · {{WLE-AD-ES\|{{{codi}}}}} · {{Object location dec\|42.09361\|2.81778\|region:ES-CT_type:landmark_source:cawiki}} · [[Categoria:Natural heritage sites in Spain]]                       |
| Font de Sant Jaume             |           | Surgència natural                                           |                                   | Cornellà del Terri Sector de Mas Rufi, al marge dret del Remençà 42° 05′ 41″ N, 2° 48′ 14″ E / 42.09472°N,2.80389°E                     |      | {{ca\|Font de Sant Jaume (Cornellà del Terri)}} · {{WLE-AD-ES\|{{{codi}}}}} · {{Object location dec\|42.09472\|2.80389\|region:ES-CT_type:landmark_source:cawiki}} · [[Categoria:Natural heritage sites in Spain]]                       |
| Font del Carrer Rocarba        |           | Font urbana                                                 |                                   | Cornellà del Terri Urbanització Mas Simó, plaça dels Gínjols 42° 05′ 44″ N, 2° 48′ 08″ E / 42.09556°N,2.80222°E                         |      | {{ca\|Font del Carrer Rocarba (Cornellà del Terri)}} · {{WLE-AD-ES\|{{{codi}}}}} · {{Object location dec\|42.09556\|2.80222\|region:ES-CT_type:landmark_source:cawiki}} · [[Categoria:Natural heritage sites in Spain]]                  |
| Mina de la Fàbrica             |           | Mina, surgència natural                                     |                                   | Cornellà del Terri Borgonyà, sota la vella Fàbrica Tèxtil 42° 06′ 06″ N, 2° 47′ 42″ E / 42.10167°N,2.795°E                              |      | {{ca\|Mina de la Fàbrica (Cornellà del Terri)}} · {{WLE-AD-ES\|{{{codi}}}}} · {{Object location dec\|42.10167\|2.795\|region:ES-CT_type:landmark_source:cawiki}} · [[Categoria:Natural heritage sites in Spain]]                         |
| Mina de l' Oliver              |           | Mina, surgència natural                                     |                                   | Cornellà del Terri Borgonyà, sota Can Catarina. 42° 06′ 01″ N, 2° 48′ 06″ E / 42.10028°N,2.80167°E                                      |      | {{ca\|Mina de l' Oliver (Cornellà del Terri)}} · {{WLE-AD-ES\|{{{codi}}}}} · {{Object location dec\|42.10028\|2.80167\|region:ES-CT_type:landmark_source:cawiki}} · [[Categoria:Natural heritage sites in Spain]]                        |
| Biot de Can Cabreta            |           | Biot, surgència natural                                     |                                   | Cornellà del Terri Borgonyà, sota Can Cabreta 42° 06′ 26″ N, 2° 48′ 33″ E / 42.10722°N,2.80917°E                                        |      | {{ca\|Biot de Can Cabreta (Cornellà del Terri)}} · {{WLE-AD-ES\|{{{codi}}}}} · {{Object location dec\|42.10722\|2.80917\|region:ES-CT_type:landmark_source:cawiki}} · [[Categoria:Natural heritage sites in Spain]]                      |
| Font de Can Cabreta            |           | Surgència natural                                           |                                   | Cornellà del Terri Borgonyà, sota Can Cabreta 42° 06′ 25″ N, 2° 48′ 34″ E / 42.10694°N,2.80944°E                                        |      | {{ca\|Font de Can Cabreta (Cornellà del Terri)}} · {{WLE-AD-ES\|{{{codi}}}}} · {{Object location dec\|42.10694\|2.80944\|region:ES-CT_type:landmark_source:cawiki}} · [[Categoria:Natural heritage sites in Spain]]                      |
| Font de Can Casalics           |           | Surgència natural                                           |                                   | Cornellà del Terri Borgonyà, sota Can Bruguera a tocar el rec 42° 06′ 21″ N, 2° 48′ 36″ E / 42.10583°N,2.81°E                           |      | {{ca\|Font de Can Casalics (Cornellà del Terri)}} · {{WLE-AD-ES\|{{{codi}}}}} · {{Object location dec\|42.10583\|2.81\|region:ES-CT_type:landmark_source:cawiki}} · [[Categoria:Natural heritage sites in Spain]]                        |
| Font de la Canova              |           | Només queda un diposit, surgència natural                   |                                   | Cornellà del Terri Borgonyà, al camí de Can Selvatà 42° 06′ 49″ N, 2° 48′ 13″ E / 42.11361°N,2.80361°E                                  |      | {{ca\|Font de la Canova (Cornellà del Terri)}} · {{WLE-AD-ES\|{{{codi}}}}} · {{Object location dec\|42.11361\|2.80361\|region:ES-CT_type:landmark_source:cawiki}} · [[Categoria:Natural heritage sites in Spain]]                        |
| Font de Sant Joan              |           | Font seca, surgència natural                                |                                   | Cornellà del Terri Borgonyà, entre Can Sila i Can Catrina Nou 42° 06′ 05″ N, 2° 48′ 10″ E / 42.10139°N,2.80278°E                        |      | {{ca\|Font de Sant Joan (Cornellà del Terri)}} · {{WLE-AD-ES\|{{{codi}}}}} · {{Object location dec\|42.10139\|2.80278\|region:ES-CT_type:landmark_source:cawiki}} · [[Categoria:Natural heritage sites in Spain]]                        |
| Font d'en Palegre              |           | Colgada de terra i desapareguda, surgència natural          |                                   | Cornellà del Terri Borgonyà, en el rec Mollella abans de Ca n'Arboix 42° 06′ 23″ N, 2° 47′ 48″ E / 42.10639°N,2.79667°E                 |      | {{ca\|Font d'en Palegre (Cornellà del Terri)}} · {{WLE-AD-ES\|{{{codi}}}}} · {{Object location dec\|42.10639\|2.79667\|region:ES-CT_type:landmark_source:cawiki}} · [[Categoria:Natural heritage sites in Spain]]                        |
| Font d'en Prades               |           | Quasi abandonada, surgència natural                         |                                   | Cornellà del Terri Pujals, marge esquerre del Garrumbert 42° 06′ 21″ N, 2° 48′ 40″ E / 42.10583°N,2.81111°E                             |      | {{ca\|Font d'en Prades (Cornellà del Terri)}} · {{WLE-AD-ES\|{{{codi}}}}} · {{Object location dec\|42.10583\|2.81111\|region:ES-CT_type:landmark_source:cawiki}} · [[Categoria:Natural heritage sites in Spain]]                         |
| Font del Gitanos               |           | Font seca, surgència natural                                |                                   | Cornellà del Terri Borgonyà, al rec Mollella 42° 06′ 22″ N, 2° 47′ 48″ E / 42.10611°N,2.79667°E                                         |      | {{ca\|Font del Gitanos (Cornellà del Terri)}} · {{WLE-AD-ES\|{{{codi}}}}} · {{Object location dec\|42.10611\|2.79667\|region:ES-CT_type:landmark_source:cawiki}} · [[Categoria:Natural heritage sites in Spain]]                         |
| Font del Surina                |           | Surgència natural                                           |                                   | Cornellà del Terri Borgonyà, per sota de Can Gasparic 42° 06′ 14″ N, 2° 47′ 53″ E / 42.10389°N,2.79806°E                                |      | {{ca\|Font del Surina (Cornellà del Terri)}} · {{WLE-AD-ES\|{{{codi}}}}} · {{Object location dec\|42.10389\|2.79806\|region:ES-CT_type:landmark_source:cawiki}} · [[Categoria:Natural heritage sites in Spain]]                          |
| Font del Diable                |           | Surgència natural                                           |                                   | Cornellà del Terri Borgonya, al costat del Terri 42° 05′ 56″ N, 2° 48′ 07″ E / 42.09889°N,2.80194°E                                     |      | {{ca\|Font del Diable (Cornellà del Terri)}} · {{WLE-AD-ES\|{{{codi}}}}} · {{Object location dec\|42.09889\|2.80194\|region:ES-CT_type:landmark_source:cawiki}} · [[Categoria:Natural heritage sites in Spain]]                          |
| Font de la Cara                |           | Font seca, surgència natural                                |                                   | Cornellà del Terri Sords, al costat de la vella central d'en Figa 42° 05′ 25″ N, 2° 49′ 23″ E / 42.09028°N,2.82306°E                    |      | {{ca\|Font de la Cara (Cornellà del Terri)}} · {{WLE-AD-ES\|{{{codi}}}}} · {{Object location dec\|42.09028\|2.82306\|region:ES-CT_type:landmark_source:cawiki}} · [[Categoria:Natural heritage sites in Spain]]                          |
| Font de la Resclosa            |           | Surgència natural                                           |                                   | Cornellà del Terri Sords, al costat de la vella central d'en Figa 42° 05′ 26″ N, 2° 49′ 23″ E / 42.09056°N,2.82306°E                    |      | {{ca\|Font de la Resclosa (Cornellà del Terri)}} · {{WLE-AD-ES\|{{{codi}}}}} · {{Object location dec\|42.09056\|2.82306\|region:ES-CT_type:landmark_source:cawiki}} · [[Categoria:Natural heritage sites in Spain]]                      |
| Font de Garrigoles             |           | Font seca, surgència natural                                |                                   | Cornellà del Terri Sords, direcció Can Garrigoles 42° 05′ 45″ N, 2° 50′ 13″ E / 42.09583°N,2.83694°E                                    |      | {{ca\|Font de Garrigoles (Cornellà del Terri)}} · {{WLE-AD-ES\|{{{codi}}}}} · {{Object location dec\|42.09583\|2.83694\|region:ES-CT_type:landmark_source:cawiki}} · [[Categoria:Natural heritage sites in Spain]]                       |
| Biot de Can Penduro            |           | Biot, surgència natural                                     |                                   | Cornellà del Terri Sords, per sobre la vella central d'en Figa 42° 05′ 27″ N, 2° 49′ 23″ E / 42.09083°N,2.82306°E                       |      | {{ca\|Biot de Can Penduro (Cornellà del Terri)}} · {{WLE-AD-ES\|{{{codi}}}}} · {{Object location dec\|42.09083\|2.82306\|region:ES-CT_type:landmark_source:cawiki}} · [[Categoria:Natural heritage sites in Spain]]                      |
| Font de Sords                  |           | Font urbana                                                 |                                   | Cornellà del Terri Sords, exterior Església de Sant Esteve 42° 05′ 19″ N, 2° 49′ 28″ E / 42.08861°N,2.82444°E                           |      | {{ca\|Font de Sords (Cornellà del Terri)}} · {{WLE-AD-ES\|{{{codi}}}}} · {{Object location dec\|42.08861\|2.82444\|region:ES-CT_type:landmark_source:cawiki}} · [[Categoria:Natural heritage sites in Spain]]                            |
| Font de la Plaça de l'Església |           | Font urbana                                                 |                                   | Cornellà del Terri Pujals dels Pagesos, plaça de l'Església de Santa Maria de Pujals 42° 06′ 21″ N, 2° 49′ 09″ E / 42.10583°N,2.81917°E |      | {{ca\|Font de la Plaça de l'Església (Cornellà del Terri)}} · {{WLE-AD-ES\|{{{codi}}}}} · {{Object location dec\|42.10583\|2.81917\|region:ES-CT_type:landmark_source:cawiki}} · [[Categoria:Natural heritage sites in Spain]]           |
| Font d'en Grau                 |           | Reixort, surgència natural                                  |                                   | Cornellà del Terri Veïnat de Mas Ferran, prop de la depuradora 42° 05′ 03″ N, 2° 49′ 53″ E / 42.08417°N,2.83139°E                       |      | {{ca\|Font d'en Grau (Cornellà del Terri)}} · {{WLE-AD-ES\|{{{codi}}}}} · {{Object location dec\|42.08417\|2.83139\|region:ES-CT_type:landmark_source:cawiki}} · [[Categoria:Natural heritage sites in Spain]]                           |
| La Bomba                       |           | Ullal ple d'aigua, surgència natural                        |                                   | Cornellà del Terri Pujals dels Cavallers, sota de Can Quim 42° 06′ 30″ N, 2° 49′ 15″ E / 42.10833°N,2.82083°E                           |      | {{ca\|La Bomba (Cornellà del Terri)}} · {{WLE-AD-ES\|{{{codi}}}}} · {{Object location dec\|42.10833\|2.82083\|region:ES-CT_type:landmark_source:cawiki}} · [[Categoria:Natural heritage sites in Spain]]                                 |
| Font d'en Crusic               |           | Surgència natural                                           |                                   | Cornellà del Terri Pujals dels Pagesos, camí de Mas Batllori 42° 06′ 27″ N, 2° 49′ 41″ E / 42.1075°N,2.82806°E                          |      | {{ca\|Font d'en Crusic (Cornellà del Terri)}} · {{WLE-AD-ES\|{{{codi}}}}} · {{Object location dec\|42.1075\|2.82806\|region:ES-CT_type:landmark_source:cawiki}} · [[Categoria:Natural heritage sites in Spain]]                          |
| Gorga de Mas Batllori          |           | Biot, surgència natural                                     |                                   | Cornellà del Terri Pujals dels Cavallers, al costat del Mas Batllori 42° 06′ 16″ N, 2° 49′ 24″ E / 42.10444°N,2.82333°E                 |      | {{ca\|Gorga de Mas Batllori (Cornellà del Terri)}} · {{WLE-AD-ES\|{{{codi}}}}} · {{Object location dec\|42.10444\|2.82333\|region:ES-CT_type:landmark_source:cawiki}} · [[Categoria:Natural heritage sites in Spain]]                    |
| Font de la Taula de Pedra      |           | Surgència natural                                           |                                   | Cornellà del Terri Veïnat de Ca l'Ànima, marge del Revardit 42° 05′ 01″ N, 2° 49′ 28″ E / 42.08361°N,2.82444°E                          |      | {{ca\|Font de la Taula de Pedra (Cornellà del Terri)}} · {{WLE-AD-ES\|{{{codi}}}}} · {{Object location dec\|42.08361\|2.82444\|region:ES-CT_type:landmark_source:cawiki}} · [[Categoria:Natural heritage sites in Spain]]                |
| Font del Clot dels Arbres      |           | Surgència natural                                           |                                   | Cornellà del Terri Veïnat de Ca l'Ànima 42° 04′ 52″ N, 2° 49′ 14″ E / 42.08111°N,2.82056°E                                              |      | {{ca\|Font del Clot dels Arbres (Cornellà del Terri)}} · {{WLE-AD-ES\|{{{codi}}}}} · {{Object location dec\|42.08111\|2.82056\|region:ES-CT_type:landmark_source:cawiki}} · [[Categoria:Natural heritage sites in Spain]]                |
| Font de Can Ferronic           |           | Font, surgència natural                                     |                                   | Cornellà del Terri Ermedàs a prop de la bòbila romana 42° 04′ 51″ N, 2° 48′ 22″ E / 42.08083°N,2.80611°E                                |      | {{ca\|Font de Can Ferronic (Cornellà del Terri)}} · {{WLE-AD-ES\|{{{codi}}}}} · {{Object location dec\|42.08083\|2.80611\|region:ES-CT_type:landmark_source:cawiki}} · [[Categoria:Natural heritage sites in Spain]]                     |
| Font de n'Isidre               |           | Font, surgència natural                                     |                                   | Cornellà del Terri Veïnat de Mas Rufí, a la llera del Remençà 42° 05′ 43″ N, 2° 48′ 17″ E / 42.09528°N,2.80472°E                        |      | {{ca\|Font de n'Isidre (Cornellà del Terri)}} · {{WLE-AD-ES\|{{{codi}}}}} · {{Object location dec\|42.09528\|2.80472\|region:ES-CT_type:landmark_source:cawiki}} · [[Categoria:Natural heritage sites in Spain]]                         |
| Font de l'Hort de Cal Duc      |           | Font urbana                                                 |                                   | Cornellà del Terri Corts, davant l'Església de Sant Julià i Santa Basilissa 42° 05′ 42″ N, 2° 47′ 18″ E / 42.095°N,2.78833°E            |      | {{ca\|Font de l'Hort de Cal Duc (Cornellà del Terri)}} · {{WLE-AD-ES\|{{{codi}}}}} · {{Object location dec\|42.095\|2.78833\|region:ES-CT_type:landmark_source:cawiki}} · [[Categoria:Natural heritage sites in Spain]]                  |
| Font dels Prats                |           | Biot, surgència natural                                     |                                   | Cornellà del Terri Corts, al costat de Can Franc 42° 05′ 29″ N, 2° 47′ 37″ E / 42.09139°N,2.79361°E                                     |      | {{ca\|Font dels Prats (Cornellà del Terri)}} · {{WLE-AD-ES\|{{{codi}}}}} · {{Object location dec\|42.09139\|2.79361\|region:ES-CT_type:landmark_source:cawiki}} · [[Categoria:Natural heritage sites in Spain]]                          |
| Font d'en Comes                |           | Deu de la gorga d'en comes, surgència natural               |                                   | Cornellà del Terri Corts, al Remençà 42° 05′ 29″ N, 2° 47′ 18″ E / 42.09139°N,2.78833°E                                                 |      | {{ca\|Font d'en Comes (Cornellà del Terri)}} · {{WLE-AD-ES\|{{{codi}}}}} · {{Object location dec\|42.09139\|2.78833\|region:ES-CT_type:landmark_source:cawiki}} · [[Categoria:Natural heritage sites in Spain]]                          |
| Bassa d'en Pagès               |           | Biot, surgència natural                                     |                                   | Cornellà del Terri Corts, sota del camí a Can Pradoi 42° 05′ 43″ N, 2° 47′ 10″ E / 42.09528°N,2.78611°E                                 |      | {{ca\|Bassa d'en Pagès (Cornellà del Terri)}} · {{WLE-AD-ES\|{{{codi}}}}} · {{Object location dec\|42.09528\|2.78611\|region:ES-CT_type:landmark_source:cawiki}} · [[Categoria:Natural heritage sites in Spain]]                         |
| Font d'en Penduro              |           | Mina, surgència natural                                     |                                   | Cornellà del Terri Corts, sota de Can Penduro 42° 05′ 25″ N, 2° 47′ 47″ E / 42.09028°N,2.79639°E                                        |      | {{ca\|Font d'en Penduro (Cornellà del Terri)}} · {{WLE-AD-ES\|{{{codi}}}}} · {{Object location dec\|42.09028\|2.79639\|region:ES-CT_type:landmark_source:cawiki}} · [[Categoria:Natural heritage sites in Spain]]                        |
| Font de l'Abeurador            |           | Deu del naixement del rec de l'Abeurador, surgència natural |                                   | Cornellà del Terri Veïnat de Prades, prop de la carretera de Medinyà 42° 04′ 43″ N, 2° 49′ 55″ E / 42.07861°N,2.83194°E                 |      | {{ca\|Font de l'Abeurador (Cornellà del Terri)}} · {{WLE-AD-ES\|{{{codi}}}}} · {{Object location dec\|42.07861\|2.83194\|region:ES-CT_type:landmark_source:cawiki}} · [[Categoria:Natural heritage sites in Spain]]                      |
| Font de la Plaça de la Vila    |           | Surgència natural                                           |                                   | Cornellà del Terri Santa Llogaia del Terri, Plaça de la Vila 42° 04′ 59″ N, 2° 50′ 20″ E / 42.08306°N,2.83889°E                         |      | {{ca\|Font de la Plaça de la Vila (Cornellà del Terri)}} · {{WLE-AD-ES\|{{{codi}}}}} · {{Object location dec\|42.08306\|2.83889\|region:ES-CT_type:landmark_source:cawiki}} · [[Categoria:Natural heritage sites in Spain]]              |
| Font de Can Garriga            |           | Abandonada, surgència natural                               | Cal demanar permís per accedir-hi | Cornellà del Terri Veïnat de Prades, rere de l'antiga Can Garriga 42° 04′ 32″ N, 2° 49′ 32″ E / 42.07556°N,2.82556°E                    |      | {{ca\|Font de Can Garriga (Cornellà del Terri)}} · {{WLE-AD-ES\|{{{codi}}}}} · {{Object location dec\|42.07556\|2.82556\|region:ES-CT_type:landmark_source:cawiki}} · [[Categoria:Natural heritage sites in Spain]]                      |
| Font d'en Roure                |           | Font, surgència natural                                     |                                   | Cornellà del Terri Veïnat de Prades, marge dret de l'Abeurador 42° 04′ 43″ N, 2° 50′ 06″ E / 42.07861°N,2.835°E                         |      | {{ca\|Font d'en Roure (Cornellà del Terri)}} · {{WLE-AD-ES\|{{{codi}}}}} · {{Object location dec\|42.07861\|2.835\|region:ES-CT_type:landmark_source:cawiki}} · [[Categoria:Natural heritage sites in Spain]]                            |
| La Font Santa                  |           | Font, surgència natural                                     | Cal demanar permís per accedir-hi | Cornellà del Terri Veïnat de Prades, marge dret del Terri 42° 04′ 47″ N, 2° 50′ 14″ E / 42.07972°N,2.83722°E                            |      | {{ca\|La Font Santa (Cornellà del Terri)}} · {{WLE-AD-ES\|{{{codi}}}}} · {{Object location dec\|42.07972\|2.83722\|region:ES-CT_type:landmark_source:cawiki}} · [[Categoria:Natural heritage sites in Spain]]                            |
| Font de Ca n'Illa              |           | Font amb rentador, surgència natural                        |                                   | Cornellà del Terri Veïnat de Prades, sota Ca n'Illa 42° 04′ 51″ N, 2° 50′ 13″ E / 42.08083°N,2.83694°E                                  |      | {{ca\|Font de Ca n'Illa (Cornellà del Terri)}} · {{WLE-AD-ES\|{{{codi}}}}} · {{Object location dec\|42.08083\|2.83694\|region:ES-CT_type:landmark_source:cawiki}} · [[Categoria:Natural heritage sites in Spain]]                        |
| Font de Can Janic              |           | Font abandonada, surgència natural                          |                                   | Cornellà del Terri Ravós, entre Can Janic i Mas Portell 42° 04′ 06″ N, 2° 50′ 12″ E / 42.06833°N,2.83667°E                              |      | {{ca\|Font de Can Janic (Cornellà del Terri)}} · {{WLE-AD-ES\|{{{codi}}}}} · {{Object location dec\|42.06833\|2.83667\|region:ES-CT_type:landmark_source:cawiki}} · [[Categoria:Natural heritage sites in Spain]]                        |
| Viver de Ca l'Estanc Vell      |           | Biot tancat, surgència natural                              |                                   | Cornellà del Terri Prop del castell de Ravós del Terri 42° 04′ 21″ N, 2° 50′ 18″ E / 42.0725°N,2.83833°E                                |      | {{ca\|Viver de Ca l'Estanc Vell (Cornellà del Terri)}} · {{WLE-AD-ES\|{{{codi}}}}} · {{Object location dec\|42.0725\|2.83833\|region:ES-CT_type:landmark_source:cawiki}} · [[Categoria:Natural heritage sites in Spain]]                 |
| Font del Calós                 |           | Font abandonada, surgència natural                          |                                   | Cornellà del Terri Ravós, prop Can Janic 42° 04′ 10″ N, 2° 50′ 17″ E / 42.06944°N,2.83806°E                                             |      | {{ca\|Font del Calós (Cornellà del Terri)}} · {{WLE-AD-ES\|{{{codi}}}}} · {{Object location dec\|42.06944\|2.83806\|region:ES-CT_type:landmark_source:cawiki}} · [[Categoria:Natural heritage sites in Spain]]                           |
| Font del Ferrer                |           | Font abandonada, surgència natural                          |                                   | Cornellà del Terri Sant Andreu, a prop del nou pont del Terri 42° 04′ 01″ N, 2° 50′ 46″ E / 42.06694°N,2.84611°E                        |      | {{ca\|Font del Ferrer (Cornellà del Terri)}} · {{WLE-AD-ES\|{{{codi}}}}} · {{Object location dec\|42.06694\|2.84611\|region:ES-CT_type:landmark_source:cawiki}} · [[Categoria:Natural heritage sites in Spain]]                          |
| Font del Clot                  |           | Biot excavat, surgència natural                             |                                   | Cornellà del Terri Sant Andreu 42° 03′ 58″ N, 2° 50′ 45″ E / 42.06611°N,2.84583°E                                                       |      | {{ca\|Font del Clot (Cornellà del Terri)}} · {{WLE-AD-ES\|{{{codi}}}}} · {{Object location dec\|42.06611\|2.84583\|region:ES-CT_type:landmark_source:cawiki}} · [[Categoria:Natural heritage sites in Spain]]                            |
| Font de Can Solà               |           | Font, surgència natural                                     | Cal demanar permís per accedir-hi | Cornellà del Terri Sant Andreu del Terri, prop del Terri 42° 03′ 43″ N, 2° 50′ 44″ E / 42.06194°N,2.84556°E                             |      | {{ca\|Font de Can Solà (Cornellà del Terri)}} · {{WLE-AD-ES\|{{{codi}}}}} · {{Object location dec\|42.06194\|2.84556\|region:ES-CT_type:landmark_source:cawiki}} · [[Categoria:Natural heritage sites in Spain]]                         |
| Font d'en Tou                  |           | Surgència natural a nivell del terra                        |                                   | Cornellà del Terri Prades, a prop del canal del molí de Can Tou 42° 04′ 43″ N, 2° 50′ 21″ E / 42.07861°N,2.83917°E                      |      | {{ca\|Font d'en Tou (Cornellà del Terri)}} · {{WLE-AD-ES\|{{{codi}}}}} · {{Object location dec\|42.07861\|2.83917\|region:ES-CT_type:landmark_source:cawiki}} · [[Categoria:Natural heritage sites in Spain]]                            |
| Font d'en Pigem                |           | Font tancada dins d'una cadets, surgència natural           | Cal demanar permís per accedir-hi | Cornellà del Terri Prades, marge dret drl rec de l'Abeurador 42° 04′ 43″ N, 2° 50′ 08″ E / 42.07861°N,2.83556°E                         |      | {{ca\|Font d'en Pigem (Cornellà del Terri)}} · {{WLE-AD-ES\|{{{codi}}}}} · {{Object location dec\|42.07861\|2.83556\|region:ES-CT_type:landmark_source:cawiki}} · [[Categoria:Natural heritage sites in Spain]]                          |
| Bassa de l'Oliver              |           | Biot, surgència natural                                     |                                   | Cornellà del Terri Borgonyà, sota Can Catrina Nou 42° 06′ 02″ N, 2° 48′ 09″ E / 42.10056°N,2.8025°E                                     |      | {{ca\|Bassa de l'Oliver (Cornellà del Terri)}} · {{WLE-AD-ES\|{{{codi}}}}} · {{Object location dec\|42.10056\|2.8025\|region:ES-CT_type:landmark_source:cawiki}} · [[Categoria:Natural heritage sites in Spain]]                         |
| Font de la Carpa               |           | Surgència natural                                           |                                   | Cornellà del Terri Borgonyà, sobre la gorga de Can Mas Colom 42° 06′ 00″ N, 2° 47′ 58″ E / 42.1°N,2.79944°E                             |      | {{ca\|Font de la Carpa (Cornellà del Terri)}} · {{WLE-AD-ES\|{{{codi}}}}} · {{Object location dec\|42.1\|2.79944\|region:ES-CT_type:landmark_source:cawiki}} · [[Categoria:Natural heritage sites in Spain]]                             |